# Delmark Records
Delmark Records är ett amerikanskt oberoende skivbolag som är specialiserat på jazz och blues. Det grundades 1953 som Delmar Records av Robert Gregg "Bob" Koester (1932-2021) i dennes skivbutik "Blue Note Record Shop" på Delmar Boulevard i St. Louis och i februari 1954 släppte bolaget sin första inspelning, tiotums LP:n The Fabulous Windy City Six i röd vinyl. 1958 flyttade Koester till Chicago, köpte butiken "Seymour's Jazz Mart" och i mars 1959 startade han upp skivbolaget igen. 1963 byttes namnet från "Delmar" till "Delmark" på grund av en möjlig rättstvist. 2018 sålde Koester bolaget till två chicagomusiker (Julia A. Miller och Elbio Barilari) som driver det vidare som Delmark Records LLC. En del av Delmar/Delmarks utgivning har bestått av äldre inspelat och tidigare outgivet material som Koester köpte in (och som inte alltid sålt så väl - intäkterna från skivbutiken fick fylla de uppkomna hålen i ekonomin).

## Artister i urval
Bland artister som givits ut på Delmar/Delmark kan nämnas:
Jazz:
Sun Ra, Sonny Stitt, Jimmy Forrest, Wynton Kelly, Curtis Fuller, Roscoe Mitchell, Muhal Richard Abrams, Anthony Braxton, Art Ensemble of Chicago, och Nicole Mitchell.
Blues:
Junior Wells, Little Walter, T-bone Walker, Big Joe Williams, J. B. Hutto, Robert  Nighthawk, Luther Allison, Magic Sam, Jimmy Dawkins, Arthur Crudup, Otis Rush, Roosevelt Sykes och Carey Bell.
Övrigt:
Andrew Bird

## Utmärkelser
Delmark Records tilldelades Keeping the Blues Alive Award i kategorin Recording Label 2004 av Blues Foundation.
Bob Koester tilldelades Keeping the Blues Alive Award 1990 i kategorin Historical Preservation 1990 och valdes in i Blues Hall of Fame 1996.
Dessutom har nedanstående inspelningar på Delmark valts in i Blues Hall of Fame:
West Side Soul (Magic Sam Blues Band 1968), invald 1984
Hoodoo Man Blues (Junior Wells, 1966), invald 1984
Black Magic (Magic Sam Blues Band, 1968), invald 1990
Blues Hit Big Town (Junior Wells, 1977), invald 1999
Piney Woods Blues (Big Joe Williams, 1958), invald 2008
Hawk Squat (J.B. Hutto, 1969), invald 2014